# 大和高原
大和高原 是位於日本奈良縣東北部介於笠置山地、宇陀山地、室生山地之間的高原區域，高度主要在海拔300至500米之间，也被稱作奈良高原。
奈良市、天理市、櫻井市的東部皆位於此區域，山添村、宇陀市、曾爾村、御杖村則是全境都在此高原上。
接續西名阪自動車道連接奈良縣至三重縣的名阪國道即以東西向穿過此區域。